# Saturnália

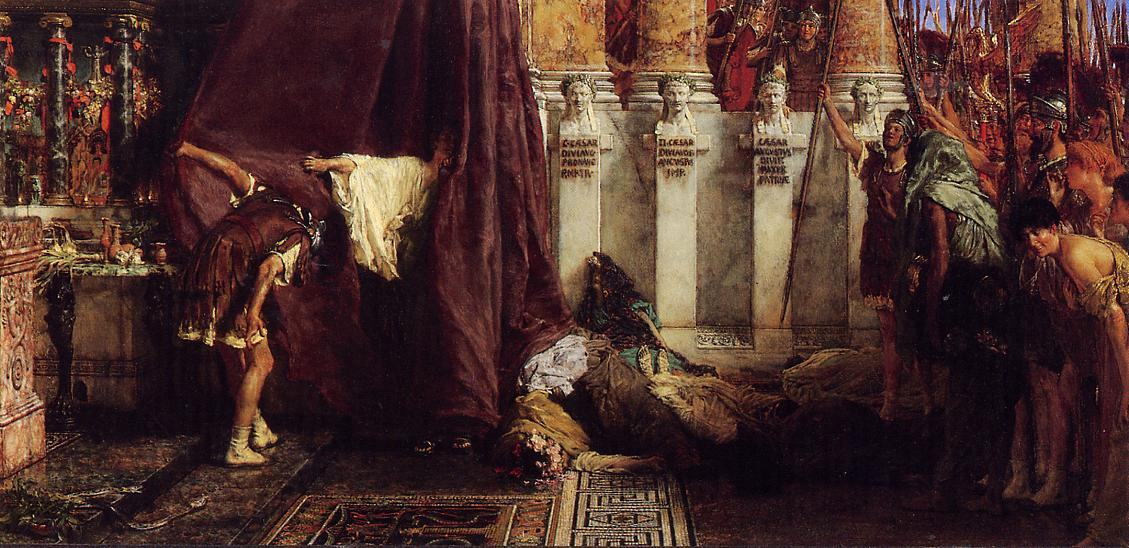
"Ave, Caesar! Io, Saturnalia!", quadro de Sir Lawrence Alma-Tadema, 1880

A Saturnália era um festival da Antiga Roma em honra ao deus Saturno, que ocorria em 17 de dezembro no Calendário juliano e mais tarde se estendendo com festividades até 23 de dezembro. O feriado era celebrado com um sacrifício no Templo de Saturno, no Fórum Romano, com um banquete público, seguido de troca de presentes em privado, festa contínua e uma atmosfera de carnaval que derrubava as normas sociais romanas: o jogo era permitido e senhores ofereciam serviço de mesa a seus escravos. O poeta Catulo chamava o festival de "o melhor dos dias".

## Origens
Na mitologia romana, Saturno era uma divindade agrícola que foi dito ter reinado sobre o mundo na Era Dourada, quando os seres humanos apreciavam a recompensa espontânea da terra sem precisar do trabalho em um estado de inocência. As folias de Saturnalia deveriam refletir as condições da era mítica perdida, nem todas desejáveis. O equivalente grego era o Kronia.

## O Festival

### Dias de Saturnália
Sua comemoração se iniciava no dia 17 de dezembro e durava sete dias, no tempo de Cícero. Augusto teria limitado sua duração a três dias, para que a justiça e política não ficassem paradas por muito tempo. Já Calígula determinou uma comemoração de cinco dias. Mas Macróbio escreveu que, mesmo assim, as festividades permaneceram acontecendo no período de uma semana. Este mesmo autor afirma que antes a celebração ocorria apenas no dia 19 de dezembro, mas com a reforma do calendário juliano (durante o governo de Júlio César), que acrescentou dois dias ao calendário, passou-a para o dia 17. Isso levou ao aumento de dias de comemoração, já que a data exata não ficou conhecida por toda a população.

### Significados e caracterização da festividade

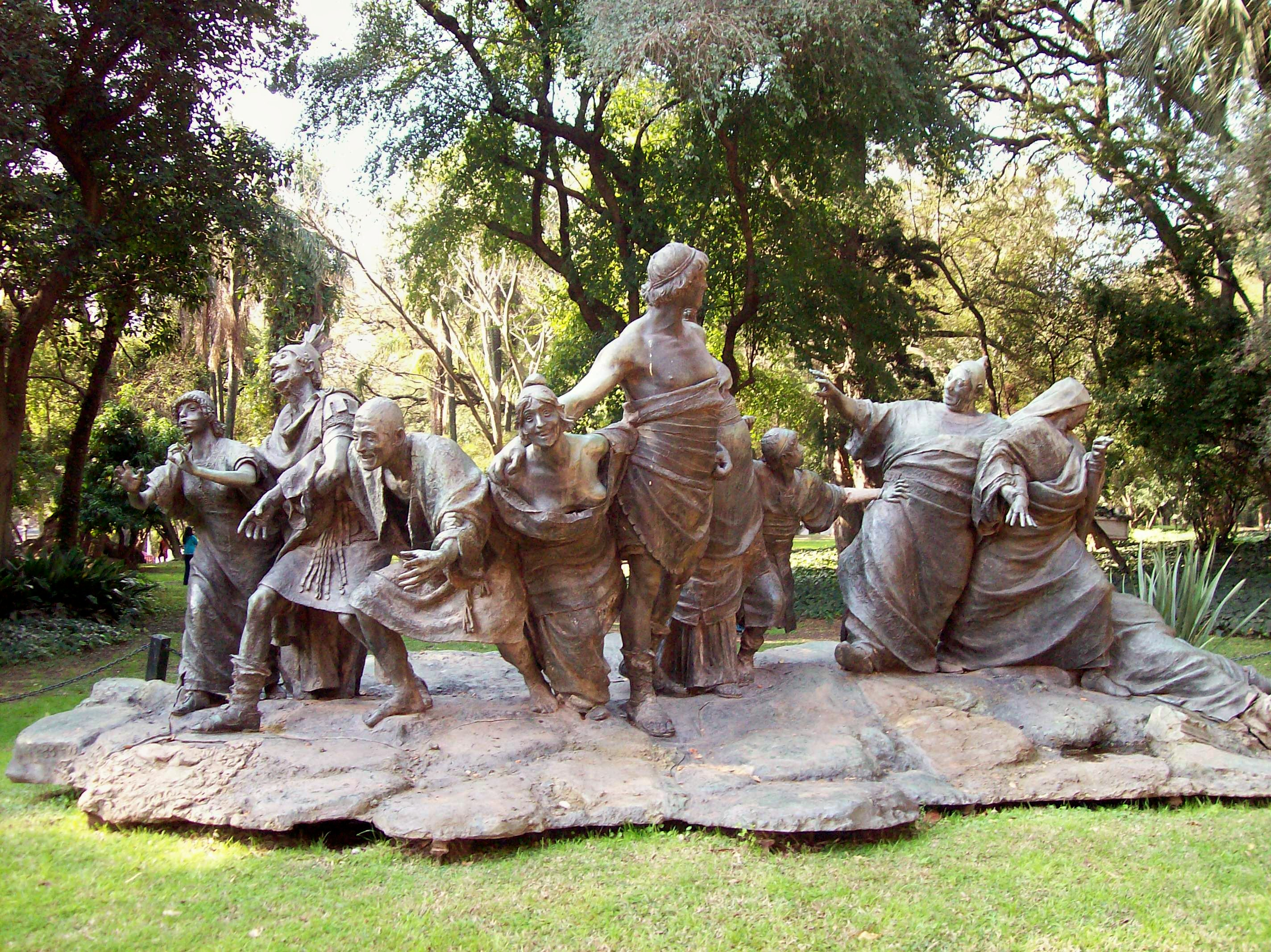
Escultura Saturnália de Ernesto Biondi, localizada no Jardim Botânico de Buenos Aires

A Saturnália reunia as comemorações pelo fim do ano agrário e religioso, somados também ao fim de um ano “velho” e início de outro novo, enchendo os romanos de esperanças e expectativas quanto às próximas colheitas e ao ano que começava. Além disso, rememoravam os tempos da "Idade de Ouro", em que havia abundância e igualdade. Era uma festividade bastante comemorada, sendo uma das mais populares em Roma. Afinal, a agricultura era a atividade que estava na base dessa sociedade – meio de subsistência para os camponeses e fonte de renda para a elite.
Essa comemoração é considerada um festival civil e social, de acordo com a divisão que segue o caráter dos ritos proposta por Jean Bayet. Durante sua comemoração faziam-se sacrifícios a Saturno e a estátua do seu templo tinha, simbolicamente, fios de lã retirados dos seus pés para representar sua libertação. Depois dos sacrifícios, tinha início o banquete público, que parece ter se iniciado em 217 a.C., segundo Tito Lívio. Banquetes em que a imagem do deus Saturno era colocada junto à mesa – lectisternium – também podem ter ocorrido. Dava-se início, então, às festas e divertimentos.
Segundo Macróbio, em sua obra As Saturnálias, os assuntos mais sérios deveriam ser tratados na parte da manhã e à noite, durante o banquete, enquanto bebiam, deveriam falar dos assuntos mais leves e levianos. Esses dias deveriam ser de alegria. Faziam-se piadas e jogos de azar eram realizados pelas ruas, os quais eram proibidos no restante do ano.
Um costume comum na Saturnália era visitar os amigos e trocar presentes. Os presentes eram as sigillaria, pequenas figuras de terracota ou prata ou ainda velas de cera, representando a luz na escuridão. Quem também escreveu sobre essa prática foi o satirista Marcial, que escreveu dois livros, Xenia e Apophoreta, com dedicatórias para acompanhar presentes. Segundo Amalia Lejavitzer Lapoujade, Marcial reclama o caráter das Saturnalias para seus epigramas.
O que muitos autores destacam é a inversão da ordem durante a comemoração em honra a Saturno. Todos os homens, escravos ou cidadãos, ficavam em igualdade. As barreiras jurídicas eram ficticiamente abolidas. Os escravos, portanto, não precisavam trabalhar, podiam se vestir como seus senhores, participar das refeições e jogar dados. Os tribunais eram fechados e com a consequente ausência de leis, não estariam transgredindo a ordem de fato. Essa inversão de valores teria ocorrido apenas na República, segundo Airan dos Santos Borges, que completa ainda escrevendo que “os soldados travestidos escolhiam o rei das saturnais dentre os condenados através de dados. Este rei usaria as insígnias de sua dignidade como o rei dos gracejos e deboches. Após o festival o rei é morto e tudo volta à ordem”.
Um trecho de Luciano de Samósata traduz de forma bem clara e concisa as características deste festival:
| “ | “Que ninguém tenha atividades públicas nem privadas durante as festas, salvo no que se refere aos jogos, as diversões e ao prazer. Apenas os cozinheiros e pasteleiros podem trabalhar. Que todos tenham igualdade de direitos, os escravos e os livres, os pobres e os ricos. Não se permite a ninguém enfadar-se, estar de mau humor ou fazer ameaças. Não se permitem as auditorias de contas. A ninguém se permite inspecionar ou registrar a roupa durante os dias de festas, nem depor, nem preparar discursos, nem fazer leituras públicas, exceto se são jocosos e graciosos, que produzem zombarias e entretenimentos” | ” |

### Fim do Festival e sua incorporação a outras comemorações
Leni Ribeiro Leite afirma que a Saturnália foi comemorada até a Era Cristã, mas com o nome de Brumália (ocorria no início do inverno e era uma das festas em honra a Baco). Em meados do século IV, teria sido absorvida pela comemoração do Natal, havendo uma continuidade na prática da troca presentes oriundas do festival Alguns autores também defendem a hipótese sobre haver uma relação entre a Saturnália e as comemorações do carnaval, devido ao caráter de inversão da ordem social ocorrido nos dias de festividades.